# SPERT
SPERT (ang. Special Power Excursion Reactor Tests) – seria amerykańskich reaktorów jądrowych kolejno instalowanych w NRTS w stanie Idaho.
Reaktory te przeznaczone były do badań nagłych wzrostów mocy i sytuacji awaryjnych z uwagi na bezpieczeństwo pracy.
Badano w nich m.in. zjawisko rozbiegania się reaktora. Eksperyment polegał na tym, że za pomocą ładunków wybuchowych wystrzeliwano z rdzenia pręty regulujące, co natychmiast doprowadzało do rozbiegania się reaktora. Jednak nigdy nie udało się wywołać wybuchu jądrowego.